# Patrick Rafter
Patrick Michael Rafter (Mount Isa, 28 december 1972) is een voormalige Australische tennisser.
Rafter won in 1997 en 1998 de US Open. In 2000 en 2001 was hij finalist op Wimbledon. De Amerikaan Pete Sampras en een jaar later de Kroaat Goran Ivanišević versperden hem toen de weg naar een overwinning op zijn favoriete toernooi.
Hij won in totaal elf enkeltoernooien en tien dubbeltoernooien en was gedurende één week de nummer 1 van de wereld (26 juli 1999).
In 2001 kondigde hij aan zes maanden uit het circuit te willen stappen om te zien of hij het tennis zou missen, na vele blessures en ook omdat hij naar eigen zeggen het reizen moe was. Hij kwam niet terug en kondigde eind 2002 zijn officiële afscheid aan.
Rafter werd als persoon en tennisser universeel bewonderd en gerespecteerd. Vooral door zijn agressieve manier van spelen waarin hij voortdurend het net opzocht, maar ook voor zijn grote inzet voor liefdadigheidsprojecten. Hij werd in 2002 benoemd tot Australiër van het jaar. In 2014 keerde hij nog eenmalig terug naar de Australian Open. Hij werd in het dubbelspel in de eerste ronde uitgeschakeld samen met Lleyton Hewitt.

## Prestatietabel
| Legenda | Legenda                          |
| ------- | -------------------------------- |
| g.t.    | geen toernooi gehouden           |
| l.c.    | lagere categorie                 |
| –       | niet deelgenomen                 |
| G       | uitgeschakeld in de groepsfase   |
| 1R      | uitgeschakeld in de eerste ronde |
| 2R      | uitgeschakeld in de tweede ronde |
| 3R      | uitgeschakeld in de derde ronde  |
| 4R      | uitgeschakeld in de vierde ronde |
| KF      | uitgeschakeld in de kwartfinale  |
| HF      | uitgeschakeld in de halve finale |
| F       | de finale verloren               |
| W       | het toernooi gewonnen            |
| w-v     | winst/verlies-balans             |

### Prestatietabel grand slam, enkelspel
| Toernooi        | 1992 | 1993 | 1994 | 1995 | 1996 | 1997 | 1998 | 1999 | 2000 | 2001 |
| --------------- | ---- | ---- | ---- | ---- | ---- | ---- | ---- | ---- | ---- | ---- |
| Australian Open | 1R   | 1R   | 3R   | 4R   | 2R   | 1R   | 3R   | 3R   | –    | HF   |
| Roland Garros   | –    | –    | 4R   | 1R   | 1R   | HF   | 2R   | 3R   | 2R   | 1R   |
| Wimbledon       | –    | 3R   | 2R   | 1R   | 4R   | 4R   | 4R   | HF   | F    | F    |
| US Open         | –    | 1R   | 3R   | 2R   | 1R   | W    | W    | 1R   | 1R   | 4R   |

### Prestatietabel grand slam, dubbelspel
| Toernooi        | 1992 | 1993 | 1994 | 1995 | 1996 | 1997 | 1998 | 1999 | 2000 | 2001 | 2004 | 2014 |
| --------------- | ---- | ---- | ---- | ---- | ---- | ---- | ---- | ---- | ---- | ---- | ---- | ---- |
| Australian Open | 2R   | 2R   | 1R   | 3R   | 2R   | 1R   | 1R   | W    | –    | –    | 1R   | 1R   |
| Roland Garros   | –    | –    | 1R   | 1R   | 3R   | 3R   | HF   | 3R   | 2R   | –    | –    |      |
| Wimbledon       | –    | –    | –    | KF   | HF   | KF   | HF   | KF   | –    | –    | –    |      |
| US Open         | –    | KF   | 2R   | 3R   | HF   | 3R   | KF   | –    | –    | –    | –    |      |